# Entraygues-sur-Truyère
Entraygues-sur-Truyère – miejscowość i gmina we Francji, w regionie Oksytania, w departamencie Aveyron. W 2013 roku populacja gminy wynosiła 1083 mieszkańców. Na terenie gminy rzeka Truyère uchodzi do Lot. 

## Zabytki
Zabytki w miejscowości posiadające status monument historique:
- dom Valette (fr. Maison Valette)
- most nad rzeką Truyère (fr. Pont sur la Truyère)